# Marginulinita
Marginulinita es un género de foraminífero bentónico de la Subfamilia Ichthyolariinae, de la familia Ichthyolariidae, de la superfamilia Robuloidoidea, del suborden Lagenina y del orden Lagenida. Su especie tipo es Marginulinita dilatata. Su rango cronoestratigráfico abarca desde el Triásico superior hasta el Cretácico inferior.

## Clasificación
Marginulinita incluye a las siguientes especies:
- Marginulinita arundinacea †
- Marginulinita dilatata †
- Marginulinita distributa †
- Marginulinita kasachstanica †
- Marginulinita pavlovi †
- Marginulinita pyramidalis †
- Marginulinita solida †
- Marginulinita zojae †